# König Pilsener Arena

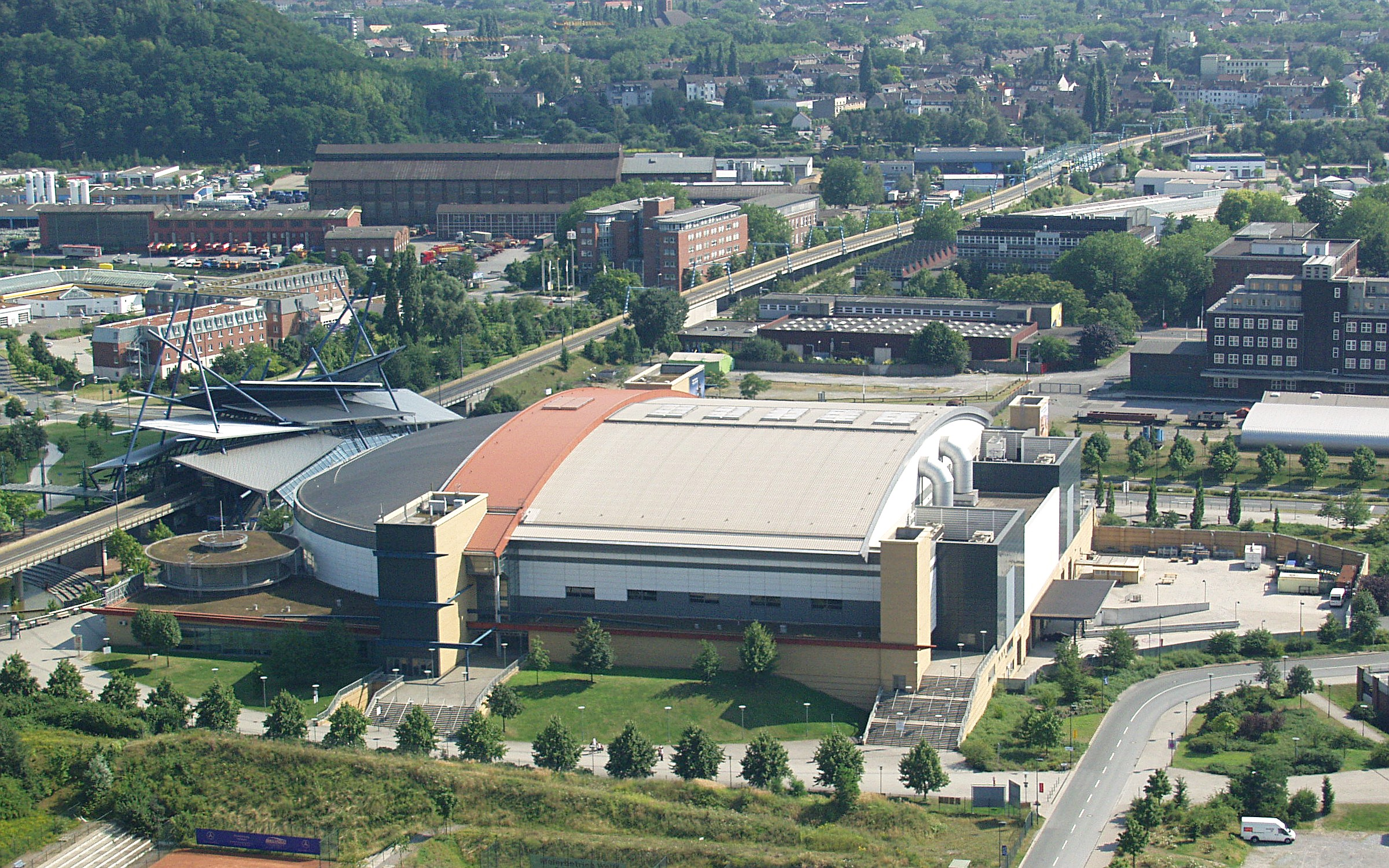
König Pilsener Arena.

König Pilsener Arena – arena w Oberhausen w Niemczech. Została otwarta w 1996 roku, a jej pojemność wynosi 13.000.
W klubie rozgrywała mecze drużyna klubu hokejowego Revierlöwen Oberhausen.
W arenie odbywa się wiele wydarzeń sportowych oraz koncertów, a wśród artystów, którzy w niej wystąpili są m.in.: Iron Maiden, Metallica, Kylie Minogue, James Blunt, KISS, Lionel Richie, Depeche Mode, Paul McCartney, Elton John, Rod Stewart, Britney Spears, R.E.M., Joe Cocker i Tokio Hotel.